# Herman Emanuel Yllander
Herman Emanuel Yllander, född den 13 februari 1819 i Herrljunga socken, död den 30 mars 1895, var en svensk präst och filolog.
Yllander blev student vid Uppsala universitet 1839 och prästvigdes för tjänstgöring i Skara stift 1842. Han återupptog sedermera sina studier och blev filosofie kandidat 1860, filosofie magister 1862 och docent i hebreiska 1863, allt vid Lunds universitet. År 1870 blev han kyrkoherde i Hjälstad av Skara stift och 1875 kontraktsprost. Han var preses vid prästmötet i Skara 1883 och blev teologie doktor 1893. Bland hans utgivna skrifter märks Om vokalförändringarna i hebreiska språket (1862) och Om de yttersta tingen (1883).